# Passins
Passins korábbi község (település) Franciaországban, Isère megyében. 2017. január 1-jén Arandon községgel egyesült és Arandon-Passins új község része lett.
Lakosainak száma 1150 fő (2018. január 1.). Passins Sermérieu, Soleymieu, Arandon, Courtenay és Morestel községekkel határos.

## Népesség
A település népességének változása:
| Lakosok száma | 1152 | 1168 | 1827 | 1171 | 1150 |
|               | 2013 | 2015 | 2016 | 2017 | 2018 |